# 青い棘
『青い棘』（あおいとげ、原題: Was nützt die Liebe in Gedanken, 英題: Love in Thoughts）は、2004年制作のドイツの映画。1927年にドイツのベルリンで実際に起こった事件 "シュテークリッツ校の悲劇"(Steglitzer Schülertragödie）を元にしている。

## ストーリー
ベルリンの寄宿学校に通う少年、パウルとギュンター。
家庭環境も性格もまったく対照的な二人だったが、ある“秘め事”のために結束する。
そして、友人たちと訪れた静かな湖畔の別荘。
光に溢れたその場所が、やがて惨劇の舞台となる。

## スタッフ
- 監督：アヒム・フォン・ボリエス（ドイツ語版）
- 原作：アルノ・マイヤー・ツー・キュイングドルフ（ドイツ語版）
- 脚本：ヘンドリック・ハンドレーグテン（ドイツ語版）、アネット・ヘス（ドイツ語版）
- 音楽：トマス・ファイナー (Thomas Feiner)
- 美術：ウルリカ・アンダーソン

## キャスト
- ダニエル・ブリュール（パウル）日本語吹き替え：鉄野正豊
- アウグスト・ディール（ギュンター）日本語吹き替え：坪井智浩
- アンナ・マリア・ミューエ （ヒルデ）日本語吹き替え：小林沙苗
- トゥーレ・リントハート（ハンス）日本語吹き替え：加藤将之
- ヤナ・パラスケ（ドイツ語版）（エリ）日本語吹き替え：増田ゆき
- ヴェレーナ・ブカル (Verena Bukal)（ローザ）
- ユリア・ディーツェ（ドイツ語版）（ロッテ）
- クリストフ・ルーザー（ドイツ語版）（マッケ）
- マリウス・フライ (Marius Frey)（ビットナー）

- その他の日本語吹き替え：坂東尚樹／秋元羊介／横島亘／幸田夏穂／中村浩太郎／鈴木貴征／丸山壮史／安齋龍太／東城光志／三戸崇史／木下紗華

## シュテークリッツ校の悲劇
1927年6月に、ベルリンのシュテークリッツ校（現在のシュテーグリッツ＝ツェーレンドルフ区内）の学生が起こした殺人事件とその裁判。被告となった Paul Krantz は当時19歳で、貧民街出身の奨学生。その学友の Günther Scheller は、金持ちの実業家の息子。その妹 Hilde は15歳だが性的に奔放で、高校を中退して働いていた18歳の Hans Stephan と付き合っていた。4人はベルリン近郊マーロウにある Scheller 家の別荘に行き、酔った勢いで Paul と Günther は「Günther が Hans を、Paul が Hilde を殺して、それぞれ自殺する」という契約書を書いた。翌日ベルリン市内のアルブレヒト通り (Albrechtstraße) 72 C にある Scheller 家で Günther は約束どおり Hans を銃で殺害後自殺したが、Paul は決行しなかった。銃は Paul のものだったため、1928年2月、Paul は銃の不法所持の罪で3週間の投獄を命じられた（判決時にすでに3週間たっていたため裁判後釈放）。この事件は「青い棘」以前にも、1929年（Carl Boese 監督）と1960年（Max Nosseck 監督）に映画化されている。
1931年に Paul は Ernst Erich Noth のペンネームで自伝的小説 «Die Mietskaserne. Roman junger Menschen» を発表したが、当時のドイツでは自殺が急増し、社会問題化していたことから、翌年発禁処分になる(1982年に再版)。Paul は Noth 名でその後も本を何冊か書いており、1970年にフランスで出版した «Memoires d'un Allemand» では、「（事件当時）ドイツでは少年愛はすでに広く行われており、良家の子息である学友の中には小遣い銭稼ぎに金持ち紳士をパトロンとしている者も何人かいた」と証言している。Paul は1983年に74歳で死去。